# Eunidia rufina
Eunidia rufina là một loài bọ cánh cứng trong họ Cerambycidae.